# Leo Ruickbie
Leo Ruickbie, né en Écosse, est un historien et sociologue de la magie, la sorcellerie et la Wicca. Il est l'auteur de Witchcraft Out of the Shadows, une publication 2004 décrivant l'histoire de sorcellerie de la Grèce antique jusqu'à nos jours, et Faustus: The Life and Times of a Renaissance Magician.

## Biographie
Ruickbie est né en Écosse et a une maîtrise en sociologie et de religion à l'université de Lancaster. Il a ensuite étudié à King's College de Londres et a été décerné un doctorat pour sa thèse intitulée The Re-enchanteurs: Theorising Re-Enchantement et d'essais pour sa présence en Modern Witchcraft. 
En 1999, il crée le Centre d'information et de Witchcraft Archive qui gère un site Web et propose des cours de sorcellerie, ainsi que des études agissant « en tant que conseil en recherche et fournisseur de services d'éducation spécialisée dans les domaines de la sorcellerie, Wicca, paganisme, Magic (Magick) et l'Occulte ». 
Sur Samain 2007, il a lancé l'Open Source Wicca, un projet inspiré par l'open source logiciels mouvement visant à rendre les textes fondateurs de la Wicca plus facilement accessibles par les libérer dans le cadre d'une Creative Commons licence.

## Œuvres écrites
- 2005 : The Re-Enchanters (2005)[7].
- 2007 : La Sorcellerie par Charles Louandre[8].
- 2007 : Open Source Wicca: The Gardnerian Tradition[9].
- 2009 : Faustus: The Life and Times of a Renaissance Magician[10].

## Expositions

### La Sorcellerie en France
L'exposition couvre l'histoire de la sorcellerie en France avec un accent particulier sur la région des Ardennes (français et belge) : Qu'est la sorcellerie ; Où est la sorcellerie ; l'ordre du Temple ; Jeanne d'Arc ; Gilles de Rais ; Les démonologistes ; Les démoniaques ; Les légendes Ardennaises ; Procès pour sorcellerie en Ardennes ; La route de la sorcellerie ; Le jardin de la sorcière ; Les pierres magiques ; Le fer à cheval ; La sorcellerie moderne
.
- 15 - 29 juin 2008, Bureau de Tourisme, Le Colombier, Place du Colombier, Mouzon, Ardennes, Champagne-Ardenne, France[12],[13].
- 02 - 24 août 2008, Salle de Fête, Saint-Antoine, Gers, Midi-Pyrénées, France[14].
- 21 - 22 mars 2009, Printemps des Légendes, Monthermé, Ardennes[15].